# ブラック・マーケット・ミュージック
『ブラック・マーケット・ミュージック』（Black Market Music）は、イギリスのオルタナティヴ・ロック・バンド、プラシーボが2000年に発表した3作目のスタジオ・アルバム。

## 背景
「スレイヴ・トゥ・ザ・ウェイジ」では、ペイヴメントの楽曲「Texas Never Whispers」のサンプリングが使用されている。
日本盤ボーナス・トラックのうち、デヴィッド・ボウイがゲスト参加した「ウィズアウト・ユー・アイム・ナッシング」は1999年にシングルとしてリリースされており、プロデュースはスティーヴ・オズボーンによる。また、「フィール・ユー」はデペッシュ・モードのカヴァーで、1999年にはファン・クラブ会員にカセットテープが無料配布されていた。

## 反響・評価
全英アルバムチャートでは5週チャート圏内に入り、最高6位を記録した。フランスでは2000年10月14日付のアルバム・チャートで初登場1位となり、自身初の1位獲得を果たした。ドイツのアルバム・チャートでは4位に達し、同チャートにおける自身初のトップ50入りを果たした。
アメリカでは総合チャートのBillboard 200には入らなかったが、『ビルボード』のトップ・ヒートシーカーズでは48位に達した。
ディーン・カールソンはオールミュージックにおいて5点満点中4点を付け「"Nancy Boy"や"Pure Morning"に匹敵する曲がないことは事実だが、このアルバムの一貫性は、彼らが以前に発表した両方の作品の最高水準を明らかに超えている」と評した。また、『ケラング!』誌の公式サイトでは「彼ら自身の限定されたイメージから脱却すべく、エレクトロニカ、ダンス、ヒップホップのビートを取り入れた」と評されている。

## 収録曲
特記なき楽曲はプラシーボ作。
1. テイスト・イン・メン "Taste in Man" – 4:12
2. デイズ・ビフォー・ユー・ケイム "Days Before You Came" – 2:30
3. スペシャルK "Special K" – 3:49
4. スパイト&マリス "Spite & Malice" (Placebo, Justin Warfield) – 3:34
5. パッシヴ・アグレッシヴ "Passive Aggressive" – 5:22
6. ブラックアイド "Black-Eyed" – 3:46
7. ブルー・アメリカン "Blue American" – 3:29
8. スレイヴ・トゥ・ザ・ウェイジ "Slave to the Wage" (Scott Kannberg, Stephen Malkmus, Placebo) – 4:05
9. コマーシャル・フォー・リーヴァイ "Commercial for Levi" – 2:17
10. ヘモグロビン "Haemoglobin" – 3:41
11. ナーコレプティック "Narcoleptic" – 4:19
12. ピーピング・トム "Peeping Tom" – 5:15

本編終了後、無音状態を経て「Black Market Blood」という隠しトラックが収録されている。2009年リリースのボックス・セット『Box Set』にも同様の形で収録された。

### 日本盤ボーナス・トラック
1. ウィズアウト・ユー・アイム・ナッシング・フィーチャリング・デヴィッド・ボウイ "Without You I'm Nothing" – 4:15
2. アイ・フィール・ユー "I Feel You" (Martin Gore) – 15:14

日本盤CDでは、ボーナス・トラックの後に無音状態を経て「Black Market Blood」が収録されている。

## 参加ミュージシャン
- ブライアン・モルコ - ボーカル、ギター、キーボード、ベース
- ステファン・オルスダル - ベース、ギター、キーボード、バッキング・ボーカル
- スティーヴ・ヒューイット - ドラムス、パーカッション

アディショナル・ミュージシャン
- ロブ・エリス - ストリングス・アレンジ
- Dimitri Tikovoi - ストリングス・プログラミング
- Severe Loren - ボーカル(on #1, #3)
- ジャスティン・ウォーフィールド - ボーカル(on #4)
- ビル・ロイド - ベース(on #12.)
- デヴィッド・ボウイ - ボーカル(on #13)